# Craig Ervine
Craig Richard Ervine (19 de agosto de 1985) es un jugador de críquet zimbabuense. En febrero de 2020, fue capitán del equipo Test Cricket en el partido único Test Cricket contra Bangladés. El 2 de agosto de 2015, Ervine anotó su primer siglo de One Day International contra Nueva Zelanda, 130 carreras invictas en un partido que Zimbabue ganó persiguiendo más de 300 carreras.

## Carrera internacional
Ervine ha jugado al cricket Test Cricket y One Day International para el equipo nacional de cricket de Zimbabue y al cricket de primera clase para una variedad de equipos de Zimbabue en la Copa Logan.
El 3 de mayo de 2010, Ervine hizo su debut en Twenty20 para Zimbabue contra Sri Lanka. El 28 de mayo de 2010, hizo su debut en One Day International contra India. El 4 de agosto de 2011, Ervin hizo su debut en Test Cricket contra Bangladés.